# لوتون الجنوبية (دائرة انتخابية في المملكة المتحدة)
لوتون الجنوبية (بالإنجليزية: Luton South)‏ هي إحدى الدوائر الانتخابية في المملكة المتحدة الممثلة في مجلس العموم في برلمان المملكة المتحدة.
عضو البرلمان الذي يمثلها حالياً هو :Margaret Moran (Lab).